# 자기유동유체 연마
자기유동유체 연마(영어: Magnetorheological finishing)는 정밀하게 표면을 처리하는 연마 기술이다. 정밀광학체의 표면을 컴퓨터로 제어되는 자기유동연마유체를 이용하여 연마하는 방법이다. 전통적인 연마방식과 달리 자기장을 이용하여 연마제의 거동을 조절할 수 있으며 실시간 컴퓨터계산을 통해서 연마가 가능하다. 전통적인 연마방식과 달리 표면 전체 (full aperture)를 연마하는 것이 아니라 부분적인 연마 (sub-aperture)로 회전모드 (rotational)나 수평이동모드 (raster)가 가능하여 구면, 비구면, 사각, 반구형태등 및 자유곡면에 대한 연마가 가능하다. 광학체의 최종표면의 형태를 컴퓨터 알고리즘을 사용하여 예측하고 연마할 수 있다.

## 관련 문헌
W.I. Kordonski (2014). "Magnetorheological Fluid-Based High Precision Finishing Technology." Magnetorheology: Advances and Applications, Norman M. Wereley, Ed., RSC Smart Materials, Cambridge, UK, Chapter 11, 261-277.
DOI:10.1039/9781849737548-00261
 S.D. Jacobs, W.I. Kordonski, I.V. Prokhorov, D. Golini, G.R. Gorodkin, T.D. Strafford (2002). "Deterministic Magnetorheological Finishing." US Patent: US5449313A
 Shorey et. al "Experiments and Observations Regarding the Mechanisms of Glass Removal in Magnetorheological Finishing", abstract and full text (pdf)